# Amado Romero Rodríguez
Eulogio Amado Romero Rodríguez (Huaranchal, 13 de septiembre de 1957) es un minero y político peruano. Fue congresista de la república por el departamento de Madre de Dios durante el periodo 2011-2016.

## Biografía
Nació en Huaranchal, ubicado en la provincia de Otuzco del departamento de La Libertad en Perú, el 13 de septiembre de 1957.
Cursó sus estudios primarios y secundarios en la ciudad de Virú. No siguió estudios superiores y desde 1980 se dedica a la minería en Madre de Dios.

## Carrera Política
En las elecciones regionales del año 2006, postuló sin éxito como candidato a la presidencia del Gobierno Regional de Madre de Dios. De la misma manera en las elecciones regionales del año 2010 en alianza con el Partido Nacionalista Peruano de Ollanta Humala.
En las elecciones del año 2011, Amado Romero postuló al Congreso de la República por la alianza Gana Perú y fue elegido como congresista de la república por Madre de Dios para el periodo parlamentario 2011-2016.
Durante su gestión participó en la formulación de 428 proyectos de ley de los que 56 fueron aprobadas como leyes de la república.

## Controversias
Es dueño de una concesión forestal donde se desarrollan actividades de minería ilegal en ese departamento.
Días después de su elección como congresista, la Sala Penal Liquidadora Transitoria de Tambopata dictó orden de captura en su contra por la presunta comisión del delito de peculado en agravio de la Dirección Regional de Agricultura de Madre de Dios. manteniéndose prófugo hasta el 9 de mayo de ese año cuando recién fue detenido. Esta detención motivo su suspensión como militante de Gana Perú tras las declaraciones de Ollanta Humala, entonces presidente electo, quien afirmó desconocer los antecedentes de Romero. El año 2011, se hizo público que Romero recibía de los extractores ilegales de oro en Madre de Dios 5 kilos de oro al mes al congresista Esto motivó que se le apodara como Comeoro.